# Olga Rukawisznikowa
Olga Rukawisznikowa, ros. Ольга Александровна Рукавишникова  (ur. 13 marca 1955 w Siewierodwińsku) – radziecka lekkoatletka specjalizująca się w pięcioboju, uczestniczka letnich igrzysk olimpijskich w Moskwie (1980), srebrna medalistka olimpijska w pięcioboju.

## Sukcesy sportowe
- mistrzyni Związku Radzieckiego w skoku w dal – 1977[1]

| Rok  | Miasto | Zawody               | Konkurencja | Wynik         |
| ---- | ------ | -------------------- | ----------- | ------------- |
| 1975 | Rzym   | Uniwersjada          | pięciobój   | brązowy medal |
| 1980 | Moskwa | Igrzyska olimpijskie | pięciobój   | srebrny medal |

## Rekordy życiowe
- pięciobój – 4937 – Moskwa 24/07/1980